# Куртчи-Кирей
Куртчи́-Кире́й (укр. Куртчи-Кірей, крымскотат. Qurtçı Kirey, Къуртчы Кирей) — исчезнувшее село в Джанкойском районе Республики Крым, располагавшееся на севере района, на берегу одного из заливов Сиваша, примерно в 3 км к востоку от современного села Яснополянское.

### Динамика численности населения
| - 1805 год — 89 чел. - 1864 год — 10 чел. - 1889 год — 65 чел. - 1892 год — 0 чел. | - 1900 год — 72 чел. - 1915 год — 36 чел. - 1926 год — 45 чел. |

## История
Первое документальное упоминание села встречается в Камеральном Описании Крыма… 1784 года, судя по которому, в последний период Крымского ханства Кучур Карач входил в Дип Чонгарский кадылык Карасубазар ского каймаканства. После присоединения Крыма к России (8) 19 апреля 1783 года, (8) 19 февраля 1784 года, именным указом Екатерины II сенату, на территории бывшего Крымского Ханства была образована Таврическая область и деревня была приписана к Перекопскому уезду. После Павловских реформ, с 1796 по 1802 год, входила в Перекопский уезд Новороссийской губернии. По новому административному делению, после создания 8 (20) октября 1802 года Таврической губернии, Курчи-Кирей был включён в состав Биюк-Тузакчинской волости Перекопского уезда.
По Ведомости о всех селениях в Перекопском уезде состоящих с показанием в которой волости сколько числом дворов и душ… от 21 октября 1805 года в деревне Куртчи-Кирей числилось 14 дворов и 89 крымских татар. На военно-топографической карте генерал-майора Мухина 1817 года деревня Кюрчю керчей обозначена с 12 дворами. После реформы волостного деления 1829 года Куртчи-Кирей, согласно «Ведомости о казённых волостях Таврической губернии 1829 года», остался в составе Тузакчинской волости. На карте 1836 года в деревне Курчи Курей 12 дворов. Затем, видимо, в результате эмиграции крымских татар, деревня заметно опустела и на карте 1842 года деревня Курчи Курей обозначена условным знаком «малая деревня», то есть, менее 5 дворов.
В 1860-х годах, после земской реформы Александра II, деревню включили в состав Бурлак-Таминской волости. В «Списке населённых мест Таврической губернии по сведениям 1864 года», составленном по результатам VIII ревизии 1864 года, Курчи-Кирей — владельческая татарская деревня, с 4 дворами и 10 жителями при заливе Сиваша. По обследованиям профессора А. Н. Козловского начала 1860-х годов, в селении «… нет другой воды кроме копаней глубиною 5—6 саженей (10—12 м). Вода в них не постоянна, притом половина копаней с пресною, а половина с солёною водою» (копань — выкопанная на месте с близким залеганием грунтовых вод яма). На трёхверстовой карте Шуберта 1865—1876 года в деревне Курчи-Кирей обозначено 6 дворов. Согласно «Памятной книжке Таврической губернии за 1867 год», деревня стояла покинутая, ввиду эмиграции крымских татар, особенно массовой после Крымской войны 1853—1856 годов, в Турцию. По «Памятной книге Таврической губернии 1889 года», по результатам Х ревизии 1887 года, в деревне Курчи-Кирей, уже Ишуньской волости, числилось 12 дворов и 65 жителей.
После земской реформы 1890 года Куртчи-Гирей отнесли к Богемской волости.
В «…Памятной книжке Таврической губернии на 1892 год» в сведениях о Богемской волости никаких данных о деревне, кроме названия, не приведено. По «…Памятной книжке Таврической губернии на 1900 год» в посёлке Курчи-Кирей числилось 72 жителя в 12 дворах. По Статистическому справочнику Таврической губернии. Ч.II-я. Статистический очерк, выпуск пятый Перекопский уезд, 1915 год, в деревне Куркчи-Кирей (вакуф) Богемской волости Перекопского уезда числилось 8 дворов (все дворы с землёй) с татарским населением в количестве 36 человек приписных жителей, из которых 19 мужчин и 17 женщин. Жители владели 50 десятинами удобной земли. В хозяйствах имелось 11 лошадей, 1 корова и 70 голов мелкого скота.
После установления в Крыму Советской власти, по постановлению Крымревкома от 8 января 1921 года № 206 «Об изменении административных границ» была упразднена волостная система и в составе Джанкойского уезда был создан Джанкойский район. В 1922 году уезды преобразовали в округа. 11 октября 1923 года, согласно постановлению ВЦИК, в административное деление Крымской АССР были внесены изменения, в результате которых округа были ликвидированы, основной административной единицей стал Джанкойский район и село включили в его состав. Согласно Списку населённых пунктов Крымской АССР по Всесоюзной переписи 17 декабря 1926 года, в селе Курчи-Кирей (вакуф) Тереклынского сельсовета Джанкойского района числилось 10 дворов, все крестьянские, население составляло 35 человек, все татары. На подробной карте РККА северного Крыма 1941 года на месте села развалины.